# Surfskateboard

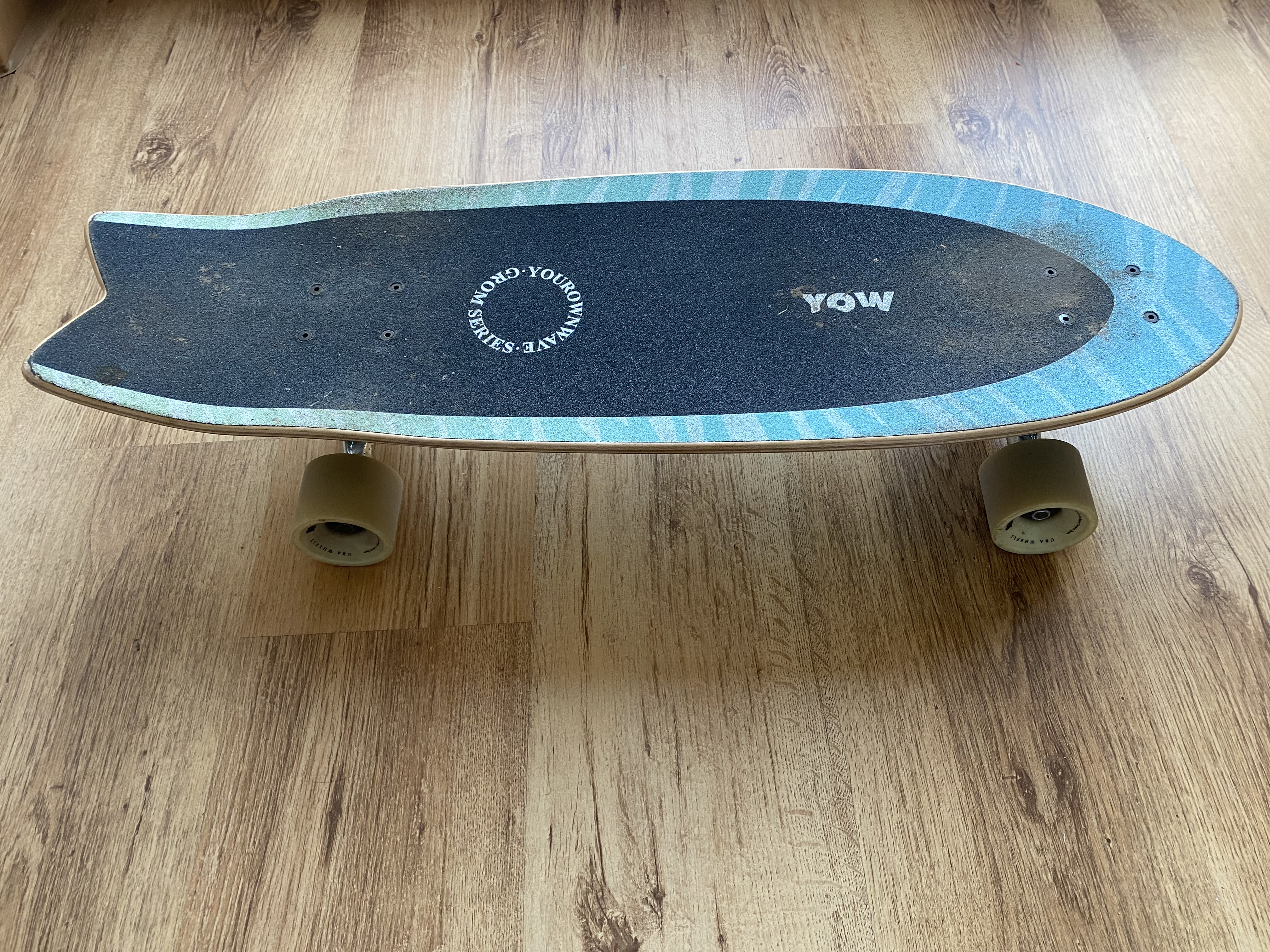
Surfskateboard von der Marke Yow

Die noch nicht sehr weit verbreiteten Surfskateboards oder einfach nur Surfskates gehören zu den Skateboards. Surfskates grenzen sich durch ihr spezielles Achsensystem von herkömmlichen Skateboards, Longboards und Cruisern ab. Surfskates können das Surfen in der Welle signifikant verbessern, indem mit ihnen verschiedene Surfboard-Manöver auf der Straße geübt werden. Dies wird durch eine spezielle Vorderachse ermöglicht, die deutlich beweglicher als beim herkömmlichen Skateboard ist, und sehr enge Turns möglich macht.
Surfskates werden hauptsächlich durchs sogenannte Pumpen vorwärtsbewegt, es berührt dabei kein Fuß den Boden. Deshalb können sie auch barfuß gefahren werden, was oft praktiziert wird, um dem Gefühl des Surfens möglichst nahe zu kommen.

## Geschichte
Surfskates wurde von den kalifornischen Surfern Greg Falk und Neil Carver erfunden, die 1996 das Unternehmen Carver Skateboards in Venice gründeten. Eine der ersten Surfskate-Achsen war die bis heute noch erhältliche Carver C7. Erst in jüngerer Zeit kamen weitere Surfskate-Hersteller hinzu, wie Smoothstar (Australien, gegründet 2004), Slide (Spanien, 2008), SwellTech SurfSkate (USA, 2011), YOW (Spanien, 2014), Waterborne (USA, 2016), Curfboard (Deutschland, 2016) und SpiceSkate (USA, 2020).
Das Surfskaten erfreut sich seit Anfang der 2010er Jahre in Amerika einer gestiegenen Aufmerksamkeit, seit Ende des Jahrzehnts auch in Deutschland.

## Achsen

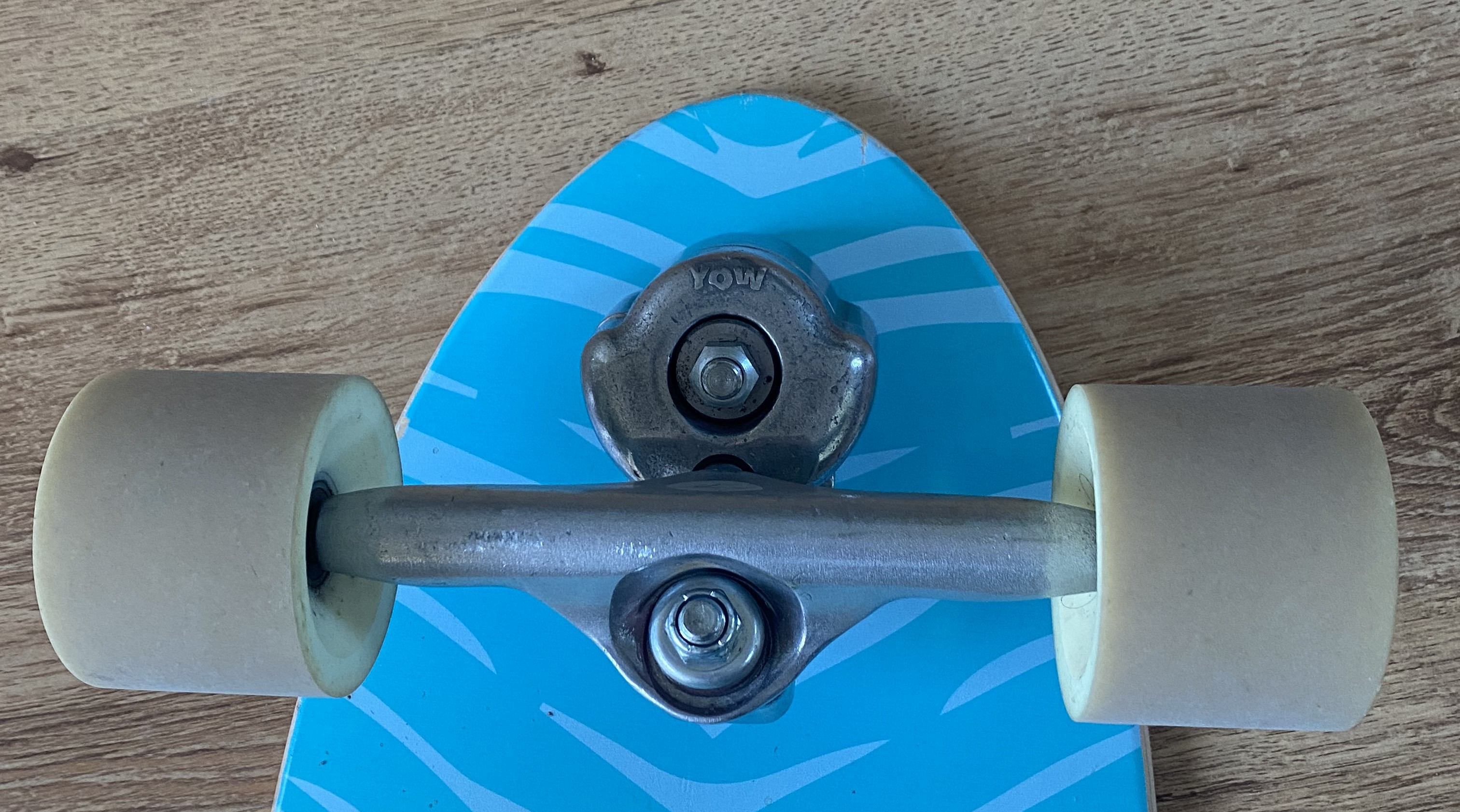
Surfskateachse von der Marke Yow

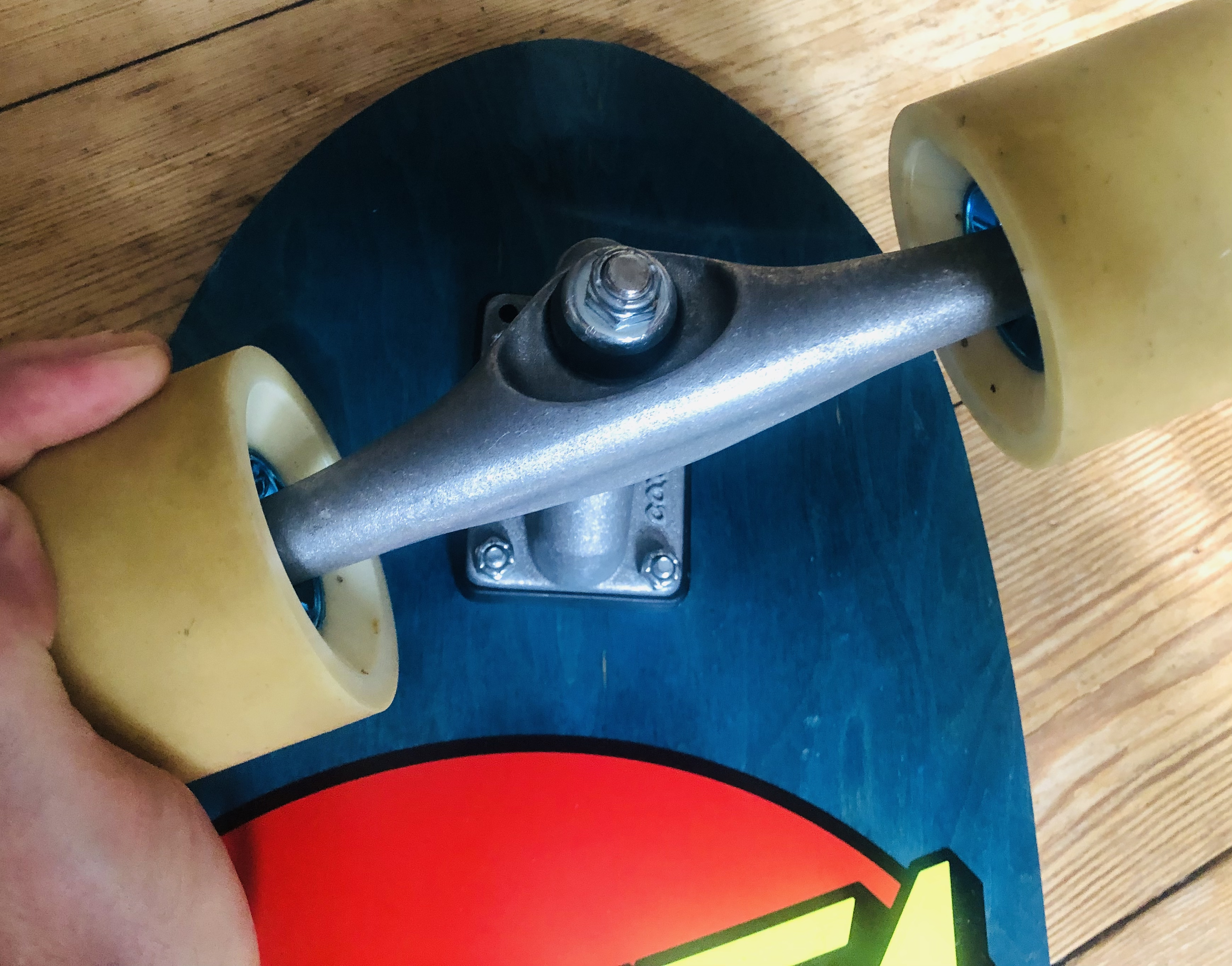
Beweglichkeit einer Surfskateachse (Carver CX)

Surfskateboards haben eine rotierbare Achse, Skateboards hingegen haben ein regular King-Pin (TKP), Longboards und Cruiser ein reverse King-Pin (RKP).
Skateboard- und Longboardachsen drehen sich nur um ihre Kingpin-Achse und besitzen meist die gleichen Achsen für vorne und hinten. Beim Surfskate hat die vordere Achse einen Dreharm, der es der Achse ermöglicht, sich parallel zum Deck vertikal zu drehen (bis zu 180 Grad). Die hintere Achse fungiert dabei als Drehpunkt, um den sich das Board dreht, und erfüllt dabei eine ähnliche Funktion wie die an einem Surfbrett angebrachten Flossen. Eine der ersten Achsen nach diesem Prinzip war die C7 von Carver, die bis heute angeboten wird. Mittlerweile gibt es zwei verschiedene Typen von Surfskate-Achsen: Das federbasierte und das lagerbasierte Achsensystem. Bei den federbasierten Achsen (wie der C7, YOW Meraki, Smoothstar Thruster) wird durch eine Metallfeder, die weicher oder härter eingestellt werden kann, die Achse zurück in die Ausgangsposition gebracht. Der Vorteil ist eine sehr bewegliche Achse, mit dem Nachteil des höheren Gewichts. Lagerbasierte oder auch Bushing-Achsen genannt (wie die Carver CX und ähnlich einer RKP-Achse) besitzen sehr weiche Bushings (Lenkgummis) und sind leichter als die federbasierten Systeme, der Lenkeinschlag der Achse ist aber etwas geringer.
Generell sind Bushing-Achsen besser geeignet für lange Fahrten, denn das Pumpen ist mit ihnen weniger anstrengend und es können höhere Geschwindigkeiten erzielt werden, auch weil die Achsen stabiler und nicht so schnell zum Übersteuern neigen, wohingegen mit federbasierten Achsen radikalere Surf-Manöver möglich sind.
Die Achsen der verschiedenen Hersteller besitzen einen unterschiedlichen Offset, der mit die Boardlänge bei einem Surfskate bestimmt, denn der vordere Fuß darf nicht zwischen Achse und Boardspitze stehen, sonst käme es schnell zu Stürzen. Beispielsweise ist der Offset bei den Achsen von Carver gering, bei YOW deutlich vorhanden und bei Smoothstar sehr ausgeprägt. So müssen Boards vom letztgenannten Hersteller deutlich länger ausfallen (rund vier Zoll länger als bei Boards von Carver).
Surfskates sind meist zwischen 29 und 37 Zoll (73 bis 94 cm) lang, besitzen eine längere Wheelbase (Achsenabstand) als normale Skateboards und verfügen über ein leichtes Kicktail (Aufbiegung des Hecks), über keinen oder nur einen geringen "Nose-Rocker" (Aufbiegung der Boardspitze) und sehr wenig Concave (Aufbiegung zu den Boardseiten hin), damit auch der Stand auf dem Surfskate jenem auf einem Surfbrett möglichst ähnlich ist. Es wird zwischen vollwertigen Vorderachsen und Adaptern unterschieden. Letztere werden unter das Board geschraubt und auf diese werden dann reguläre Skateboardachsen (TKP) oder nach Bedarf auch Reverse-King-Pin-Achsen (RKP) montiert.

## Fahrtechniken

### Pushen
Die beim normalen Skateboard häufigste Art sich fortzubewegen ist das Pushen, das aber beim Surfskaten nur wenig Anwendung findet. Außer bei recht festen Achsensystemen wie der CX von Carver, ist das Pushen mit der beweglichen Vorderachse nicht so einfach. Die Decks von Surfskates sind auch meist deutlich höher als bei gewöhnlichen Skateboards, so dass das Pushen anstrengender ist. Beim Pushen steht man mit einem Fuß auf dem Board, die Fußspitze befindet sich kurz vor den ersten beiden Schraublöchern auf dem Board. Der andere Fuß ist währenddessen auf dem Boden und drückt schließlich den Boden von sich weg.

### Pumpen
Beim Pumpen stehen beide Füße auf dem Board, die Knie sind leicht gebeugt, der Körperschwerpunkt wird nach vorne verlagert, anschließend zur Seite, dabei spielt die Rotation der Hüfte eine zentrale Rolle. Man schaut nun in die Richtung, in die man fahren will, und geht mit dem gesamten Oberkörper mit. Sobald man in der Kurve ist, richtet man sich komplett auf. Das Pumpen wird sowohl zur Fortbewegung an Land beim Surfskaten, als auch auf dem Wasser beim Surfen verwendet. Das Pumpen ist die meist verwendete Art, ein Surfskate anzutreiben, das auch über mehrere Kilometer, ohne Bodenkontakt, möglich ist. Das Pumpen findet auch in Pumptracks Anwendung.

### Wiggeln
Surfskates lassen sich schon mit einem leichten Hüftwackeln (engl. wiggle) oder nur einer einfachen Gewichtsverlagerung der Füße, ohne den Oberkörper mitzunehmen, aus dem Stand heraus beschleunigen. Um sich am Anfang mit dem wackeligen Surfskate vertraut zu machen und das kompliziertere Pumpen zu begreifen, hilft es zunächst zu „wiggeln“. Doch sollte dies wirklich nur kurz am Anfang geschehen, weil sonst eine falsche Fahrtechnik antrainiert wird. Mit Wiggeln wird nicht die Geschwindigkeit des Pumpen erreicht, das Surfgefühl stellt sich nicht ein und es ist erheblich anstrengender.

### Turns
Mit dem Surfskateboard kann man wie auch mit dem Surfboard Bottom Turns, Cut Backs und Top Turns fahren.

### Carven

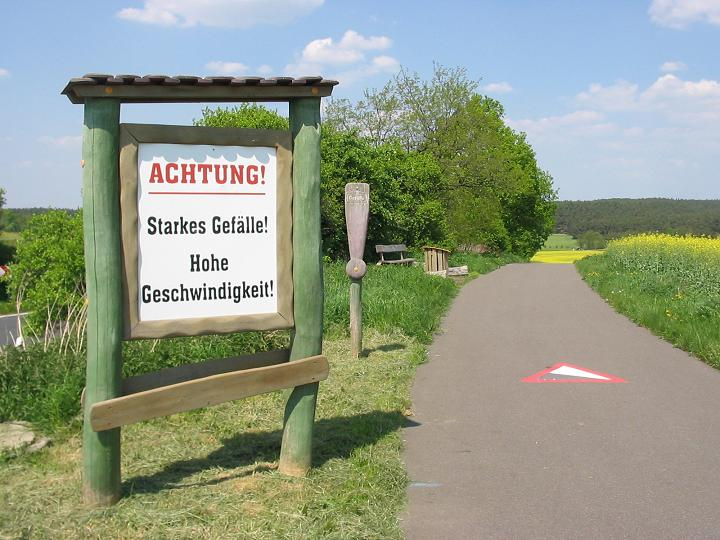
Beginn der 7 km langen Gefällstrecke am Flaeming-Skate

Beim Carven wird mittels enger Kurven versucht, die Geschwindigkeit auf abschüssigen Strecken zu kontrollieren. Die griffigen Rollen und sehr beweglichen Achsen beim Surfskate lassen enge Kurvenradien ohne gefährliche Wheelbites zu und es stellt sich ein dem Snowboarden ähnliches Fahrgefühl ein. Im Gegensatz zum Longboard ist das Sliden, das Board rutscht also über den Asphalt, beim Surfskate schwieriger. Lange und legale Carvingstrecken befinden sich beispielsweise von Petkus nach Stülpe am Flaeming-Skate oder im Siebenmühlental.